# 哈普沃兹16，1924
《哈普沃兹16，1924》（英語：Hapworth 16, 1924）是美国作家J.D.塞林格发表的最后一部作品，1965年6月19日刊于《纽约客》杂志，几乎占据了这期杂志整个版面。 这是塞林格为虚构的格拉斯家族创作的又一部小说，它讲述了该家族早期的故事。
作品一经发表便受到许多批评。角谷美智子在《纽约时报》撰文称该小说“酸臭、难以置信，而且很遗憾的说，毫无吸引力……充满离题、自恋的旁白，废话多如毛绒狗。” 即使是友善的批评也认为该作品是“长篇大论的哭哭啼啼”，许多批评家认为它“根本不可读”。这篇故事受到的批评或许导致了塞林格决定从此不再发表任何作品。 不过塞林格也曾表示该作品是他“创作的高峰”，并努力尝试将其再版，但是没有成功。

## 情节
故事内容是7岁的西摩·格拉斯（《逮香蕉鱼的最佳日子》中的主角）在学校里写的信件。这与塞林格在18年前的1947写成但未发表的《充满保龄球的海洋》类似。西摩在信中向家人索要大量阅读材料，同时预测了自己兄弟会成为成功的作家，预测了自己的死亡，并评论了一些重要作家。

### 脚注
1. ↑  J.D., Salinger. . The New Yorker. 1965-06-19  [2022-09-15]. （原始内容存档于2022-12-02） （美国英语）.
2. ↑  Kakutani, Michiko. . The New York Times. 1997-02-20  [2022-09-15]. ISSN 0362-4331. （原始内容存档于2023-02-14） （美国英语）.
3. ↑  French 1988，第111-112頁.
4. ↑  Lathbury 2010.

### 书籍
- French, Warren. . Boston, Massachusetts: Twayne Publishers. 1988. ISBN 0-8057-7522-6.
- Lathbury, Roger. . 2010  [2022-09-15]. （原始内容存档于2015-11-17）.
- Lundegaard, Karen M. (2010) "J. D. Salinger resurfaces ... in Alexandria? （页面存档备份，存于）", Washington Business Journal, November 15, 1996. Retrieved on August 13, 2008.
- Lundegaard, Erik (1996) Three Stories with J. D. Salinger （页面存档备份，存于）
- Noah, Timothy. "Hapworth 16, 1924: A Chatterbox Investigation （页面存档备份，存于）", Slate, September 11, 2000. Retrieved on August 10, 2008.
- Shapira, Ian. . Washington Post. January 29, 2010  [2022-09-15]. （原始内容存档于2020-06-09）.